# Movimentos respiratórios
Os pulmões são recobertos por duas membranas (pleuras), entre as quais encontra-se o líquido pleural. Juntamente com os movimentos das costelas, este arranjo permite os movimentos respiratórios básicos:
- Inspiração , é ativa (o trabalho executado pelos músculos responsáveis pela respiração, como o diafragma, expande o volume da caixa torácica, diminuindo a pressão interna, o que faz com que os pulmões inchem).

Músculos Intercostais se contraem -> Aumenta o volume do tórax -> Diafragma se contrai -Diminui a Pressão Interna -> Pressão fora do corpo é maior ->O ar entra nos pulmões
- Expiração, que é passiva (permitida pela elasticidade do tórax e dos pulmões e pelo relaxamento dos músculos mencionados, que diminui o volume da caixa torácica, aumentando a pressão interna e expulsando o ar de dentro dos pulmões).

Músculos Intercostais se relaxam -> Diminui o volume do tórax -> Diafragma relaxa -> Aumenta a Pressão Interna -> Pressão fora do corpo é menor>O ar sai dos pulmões
Estes movimentos podem ser controlados pelo indivíduo até certo ponto. Por exemplo, não se pode (em condições normais) prender a respiração (impedir a expiração) por mais que alguns segundos ou minutos, havendo então um relaxamento involuntário dos músculos da respiração e, conseqüentemente, a expiração alheia à vontade.